# Belgisch Museum voor Radiologie
Het Belgisch Museum voor Radiologie (Frans: Musée belge de la Radiologie) is een museum in Neder-Over-Heembeek in het Brussels Hoofdstedelijk Gewest. Het museum werd opgericht in 1990 en is ondergebracht in het Militair Hospitaal Koningin Astrid. Sinds de afdeling neuroradiologie in 1997 naar het Museum van de Psychiatrie in Gent werd overgebracht kent het museum twee vestigingen.
Het richt zich op radiologie, ofwel het medische specialisme om ziekte, letsel of aandoeningen op te zoeken door middel van stralen of golven. Door de jaren heen werden dertig onderzoekers wereldwijd onderscheiden met een Nobelprijs in deze technologie. Voor België is er historisch een belangrijke rol weggelegd.
In het museum is er aandacht voor het verleden en voor toepassingen in het heden en in de toekomst. Er wordt niet alleen op medische toepassingen ingegaan, maar ook op het gebruik op andere terreinen, zoals onderzoek in de schilderkunst, waarbij verschillende verflagen worden geanalyseerd, de paleontologie, de filatelie en meer.